# Несса Етьєнн
Несса Етьєнн (нар. 31 жовтня 1983) — колишня гаїтянська тенісистка.
Найвищу одиночну позицію світового рейтингу — 397 місце досягла 15 вересня 2003, парну — 492 місце — 7 жовтня 2002 року.
Здобула 1 одиночний та 2 парні титули туру ITF.
Завершила кар'єру 2009 року.

## Фінали ITF

### Одиночний розряд: 4 (1–3)
| Легенда          |
| ---------------- |
| Турніри $100,000 |
| Турніри $75,000  |
| Турніри $50,000  |
| Турніри $25,000  |
| Турніри $10,000  |

| Фінали за покриттям |
| ------------------- |
| Тверде (0–1)        |
| Ґрунт (1–2)         |
| Трава (0–0)         |
| Килим (0–0)         |

| Результат | Ранг | Дата            | Турнір             | Покриття | Суперниця       | Рахунок       |
| --------- | ---- | --------------- | ------------------ | -------- | --------------- | ------------- |
| Поразка   | 1.   | 7 жовтня 2001   | ITF Авентюра, США  | Ґрунт    | Мелінда Цінк    | 4–6, 3–6      |
| Перемога  | 1.   | 22 вересня 2002 | ITF Гринвілл, США  | Ґрунт    | Agata Cioroch   | 7–5, 6–3      |
| Поразка   | 2.   | 29 вересня 2002 | ITF Ролі, США      | Ґрунт    | Джулія Дітті    | 5–7, 6–3, 4–6 |
| Поразка   | 3.   | 27 липня 2003   | ITF Евансвілл, США | Тверде   | Стефані Гезлетт | 4–6, 3–6      |

### Парний розряд: 4 (2–2)
| Легенда          |
| ---------------- |
| Турніри $100,000 |
| Турніри $75,000  |
| Турніри $50,000  |
| Турніри $25,000  |
| Турніри $10,000  |

| Фінали за покриттям |
| ------------------- |
| Тверде (2–1)        |
| Ґрунт (0–1)         |
| Трава (0–0)         |
| Килим (0–0)         |

| Результат | Ранг | Дата          | Турнір            | Покриття | Партнерка            | Суперниці                      | Рахунок            |
| --------- | ---- | ------------- | ----------------- | -------- | -------------------- | ------------------------------ | ------------------ |
| Поразка   | 1.   | 7 жовтня 2001 | ITF Aventura,США  | Ґрунт    | Катерина Афіногенова | Міранджела Моралес Шенай Перрі | w/o                |
| Поразка   | 2.   | 27 січня 2002 | ITF Маямі, США    | Тверде   | Мелінда Цінк         | Стефані Мейбрі Карін Міллер    | 4–6, 7–6(7–5), 2–6 |
| Перемога  | 1.   | 7 липня 2002  | ITF Вако, США     | Тверде   | Маріна Бернстейн     | Мішелл Дассо Джулія Дітті      | 6–4, 4–6, 6–4      |
| Перемога  | 2.   | 20 липня 2003 | ITF Балтимор, США | Тверде   | Суріна Де Беер       | Tomoko Taira Маюмі Ямамото     | 7–5, 6–1           |

## Юніорські фінали турнірів Великого шолома

### Дівчата, парний розряд: 1 (поразка)
| Результат | Рік  | Турнір                               | Покриття | Партнерка     | Суперниці                        | Рахунок       |
| --------- | ---- | ------------------------------------ | -------- | ------------- | -------------------------------- | ------------- |
| Поразка   | 2001 | Відкритий чемпіонат Франції з тенісу | Ґрунт    | Аннетте Кольб | Петра Цетковська Рената Ворачова | 3–6, 6–3, 3–6 |